# Екатериновский сельсовет (Липецкая область)
Екатериновский сельсове́т — сельское поселение в Добровском районе Липецкой области. 
Административный центр — село Екатериновка.

## История
В соответствии с законом Липецкой области №114-оз «О наделении муниципальных образований в Липецкой области статусом городского округа, муниципального  района, городского и сельского поселения» от 2 июля 2004 года Екатериновский сельсовет наделён статусом сельского поселения.

## Население
| 2010 | 2012 | 2013 | 2014 | 2015 | 2016 | 2017 |
| ---- | ---- | ---- | ---- | ---- | ---- | ---- |
| 509  | ↘483 | ↘472 | ↗485 | ↘480 | ↘475 | ↘458 |
| 2018 | 2021 |      |      |      |      |      |
| ↗463 | ↗567 |      |      |      |      |      |

## Состав сельского поселения
| № | Населённый пункт | Тип населённого пункта       | Население |
| - | ---------------- | ---------------------------- | --------- |
| 1 | Большие Хомяки   | село                         | 75        |
| 2 | Екатериновка     | село, административный центр | ↘400      |
| 3 | Никольское       | деревня                      | 34        |

### Упразднённые населённые пункты
Звезда — упразднённая в 2001 году деревня.